# Hymenoxys texana
Hymenoxys texana es una especie rara de planta con flores de la familia de los ásteres conocida con los nombres comunes de alba de la pradera, flor del alba de la pradera de Texas y hierba amarga de Texas. Es endémica de Texas, donde se conoce sólo de la vecindad general de Houston . Está amenazado por la pérdida de su hábitat. Es una especie en peligro de extinción en la lista federal de los Estados Unidos.
Hymenoxys texana es una hierba anual con delicados tallos rojizos o purpúreos que alcanzan una altura de solo 10 o 15 centímetros (4-6 pulgadas). Las hojas tienen láminas glandulares gomosas que pueden ser simples o divididas en lóbulos, particularmente en la mitad del tallo. La inflorescencia es una cabezuela solitaria o un racimo abierto de varias cabezuelas. Cada cabezuela mide menos de un centímetro de ancho y tiene de 6 a 8 flósculos ligulados amarillos cada una de 2 o 3 milímetros de largo. Los flósculos ligulados suelen estar metidos detrás de los filarios . El centro de la cabezuela tiene de 30 a 75 flósculos de disco diminutas. 
Hymenoxys texana crece únicamente en las praderas de la llanura costera del golfo en Texas. Se puede encontrar en tramos abiertos y yermos de suelo arenoso salino al pie de los montículos de Mima . El suelo a menudo se cubre con una capa de algas ( Nostoc sp.) durante la estación húmeda. El suelo se seca, se agrieta y se vuelve polvoriento en la estación seca. Pocas otras plantas se encuentran en este sustrato, pero a veces se puede asociar la sombra del perro de las praderas (Limnosciadium pumilum ).
Hymenoxys texana se conoce solo en los condados de Harris y Fort Bend en Texas. Fue descrito por primera vez en 1891 a partir de un espécimen tomado cerca de Hockley . Se observaron pocos especímenes después de esto y en 1979 se pensó que la especie se había extinguido . Apenas dos años después lo volvieron a localizar.  Hoy en día hay alrededor de 50 poblaciones conocidas, pero la mayoría de ellas están en peligro de extinción por la destrucción y degradación de su hábitat. La mayoría de las apariciones de la planta se encuentran dentro o cerca del área metropolitana de Houston, la cual está experimentando un rápido crecimiento. Su hábitat se está reivindicando para desarrollo residencial y de otro tipo.

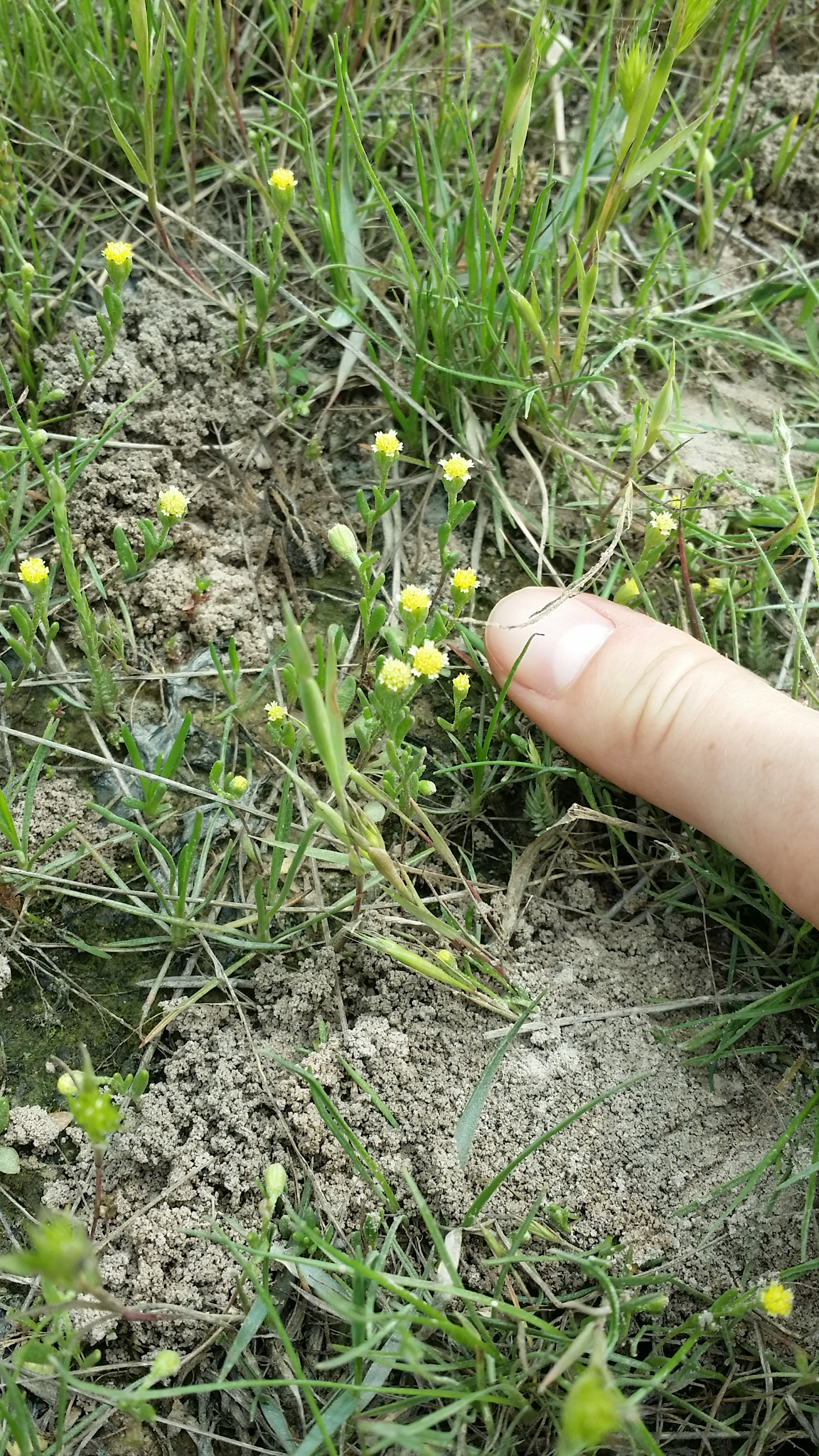
Hymenoxys texana